# Transient-dæmper-diode
En transient-dæmper-diode, TVS-diode (eng. transient voltage suppression (TVS) diode) er en elektronikkomponent som anvendes til at beskytte følsomt elektronik mod spændingstransienter induceret på forbundne ledninger. TVS-dioder kaldes også for transorb, efter varenavnet TransZorb registereret af General Semiconductor (nu en del af Vishay). STMicroelectronics sælger dem under navnet Transil. Navnet Tranzil er også set anvendt.
Komponenten fungerer ved at aflede strøm, når ledernes inducerede elektricitets spænding overskrider TVS-diodens spændingstærskel. TVS-dioden er en begrænsende komponent, som dæmper alle overspændinger over dens spændingstærskel.
En TVS-diode kan enten være unidirektional eller bidirektional. En unidirektional enhed fungerer som en ensretter i lederetningen ligesom zenerdioder, men laves og testes til at kunne klare meget store spidsstrømme. Den populære 1.5KE serie tillader en spidseffekt på 1500 W, for en kort tid.
En bidirektional TVS-diode kan opfattes som to serieforbundne modsatrettede zenerdioder. Selvom denne repræsentation er skematisk korrekt, fremstilles enhederne som en enkelt komponent.
En TVS-diode kan reagere på overspændinger/transienter hurtigere end almindelige overspændingsbeskyttelser, såsom varistorer eller gasudladningsrør. Reaktionstiden er omkring ét picosekund, men i et praktisk kredsløb vil TVS-diodens tilledningernes induktans begrænse reaktionstiden. Det at TVS-dioder reagerer så hurtigt, gør dem anvendelige til at beskytte mod hurtige og ofte ødelæggende transienter. Disse hurtige overspændingstransienter er tilstede på alle distribution netværk og kan være forårsaget af enten interne eller eksterne hændelser såsom lyn eller motorgnister.